# Cristian Rivero
Cristian Karlo Rivero Schoster (Lima, 24 de noviembre de 1978), conocido como Christian Rivero, es un presentador, actor y exmodelo peruano. Entre otros programas-concurso bajo su conducción, destacan la versión peruana del programa Got Talent: Perú Tiene Talento, Yo Soy Perú y La Voz Perú. Como actor, participó en la telenovela Los exitosos Gome$ y protagonizó Lalola.

## Biografía
Cristian Karlo Rivero Schoster es hijo de David Rivero y Elizabeth Schoster. Estudió en el colegio Pedro Ruiz Gallo. Empezó su carrera a los 14 años en el exitoso programa Nubeluz como Gólmodi, teniendo participaciones de canto y baile. Estudió Comunicaciones en la Universidad de Lima.
Rivero se inició como copresentador de Gisela Valcárcel, en el programa Aló Gisela (2000), para luego continuar con ella en La casa de Gisela y Gisela. A la par participó en distintos comerciales. Más adelante, Rivero empezó sólo en la conducción de Pop Star, luego Bloop Tv junto a Sofía Franco y posteriormente el reality de talentos Desafío y Fama por Panamericana Televisión.
En 2008 participó en la miniserie La Fuerza Fénix como Willy, personaje antagónico.
En 2009 volvió a ser el copresentador de Gisela Valcárcel en El show de los sueños por América Televisión.
En 2010 continuó con Valcárcel en El gran show. A la par participó en la telenovela Los exitosos Gomes en el rol coestelar como Tomás Andrada un joven homosexual y materialista.
Protagonizó la versión peruana de la telenovela argentina Lalola junto a Gianella Neyra en 2011, como Facundo Cannavaro, un fotógrafo que se enamora de Lola (Neyra). Meses después copresentó la segunda edición de El gran show durante dos temporadas. A fines de año empezó a conducir el programa La ruleta de la suerte por Frecuencia Latina, que terminó a mediados del siguiente.
En 2012 participó por unos episodios en la telenovela La Tayson, corazón rebelde. En agosto del mismo año empezó a conducir el programa Perú Tiene Talento (versión peruana de la franquicia Got Talent) por Frecuencia Latina, mismo que culminó en diciembre.
Estuvo a cargo de la conducción del programa Rojo Fama Contrafama (2013), para Frecuencia Latina.
En teatro, Rivero actuó en la obra Corazón normal en el Teatro La Plaza, bajo la dirección de Juan Carlos Fisher.
A la par de conducir la segunda temporada de Perú tiene talento, en 2013, fue el presentador de La voz Perú, versión peruana del formato The Voice por la misma casa televisora. A inicios del 2014 fue el conductor de la primera temporada de La voz Kids (Perú), junto a Almendra Gomelsky. El actor debutó en el cine con Teresa, la novia del libertador, una cinta de Rocío Lladó. En 2018, condujo el programa de canto Los 4 Finalistas.
Rivero dejó Latina Televisión en 2023. Sin embargo, el gerente del canal confirmó la existencia demanda de Christian Rivero contra el medio por los pagos incumplidos durante su estadía.

## Vida personal
Cristian Rivero y su pareja la actriz Gianella Neyra se convirtieron en padres en septiembre de 2015.

## Créditos

### Televisión
| Año                   | Nombre                       | Rol                            | Notas                                      |
| --------------------- | ---------------------------- | ------------------------------ | ------------------------------------------ |
| 1993-1995             | Nubeluz                      | Golmodi                        |                                            |
| 1998                  | Torbellino                   |                                |                                            |
| 1999                  | Girasoles para Lucía         |                                |                                            |
| 2000                  | Aló Gisela                   | Copresentador                  |                                            |
| 2001-2002             | Gisela                       | Copresentador                  |                                            |
| 2003                  | La casa de Gisela            | Copresentador                  |                                            |
| 2004                  | SuperStar                    | Presentador                    |                                            |
| 2004                  | Gente demente                | Presentador                    |                                            |
| 2006                  | Que buena raza               | Hernán                         |                                            |
| 2006                  | Teatro desde el teatro       | Varios roles                   |                                            |
| 2006-2007             | BloopTV                      | Presentador                    |                                            |
| 2007                  | Golpe a golpe                | Fabián                         |                                            |
| 2007                  | Así es la vida               | Alex Villavicencio Pérez-Brito |                                            |
| 2007-2008             | Desafío y fama               | Presentador                    |                                            |
| 2008                  | Bailando por un sueño        | Invitado especial              |                                            |
| 2008                  | La fuerza Fénix              | Willy                          | Rol antagónico                             |
| 2008                  | Necesito una amiga           |                                |                                            |
| 2009                  | El show de los sueños        | Copresentador                  |                                            |
| 2009                  | Pobre millonaria             | Valentino                      |                                            |
| 2009                  | Clave uno: médicos en alerta | Gonzalo                        |                                            |
| 2010                  | Los exitosos Gome$           | Tomás "Tomasito" Andrada Nava  | Rol protagónico                            |
| 2010-2011             | El gran show                 | Copresentador                  |                                            |
| 2011                  | Lalola                       | Facundo Cannavaro              | Rol protagónico                            |
| 2011-2012             | La ruleta de la suerte       | Presentador                    |                                            |
| 2012                  | La Tayson, corazón rebelde   | Juan Cruz                      | Participación especial                     |
| 2012-2013             | Perú tiene talento           | Presentador                    | 2 temporadas                               |
| 2013                  | Rojo fama contrafama         | Presentador                    | 1 Temporada                                |
| 2013                  | Psíquicos                    | Juez invitado                  |                                            |
| 2013-2015, 2021, 2022 | La voz Perú                  | Presentador                    | 2 Temporadas                               |
| 2014-2015, 2021, 2022 | La voz Kids                  | Presentador                    | 2 Temporadas                               |
| 2014-2017, 2019-2021  | Yo soy Kids                  | Presentador                    | 2 Temporadas                               |
| 2015-2017, 2019-2021  | Yo soy                       | Presentador                    | 3 Temporadas                               |
| 2016                  | Los reyes del playback       | Presentador                    | 2 Temporadas                               |
| 2017                  | Ocupados                     | Presentador                    | 1 Temporada                                |
| 2018                  | Súper kids                   | Presentador                    | 1 Temporada                                |
| 2018                  | Torbellino, 20 años después  | Osvaldo                        |                                            |
| 2018                  | Los cuatro finalistas        | Presentador                    |                                            |
| 2018                  | El último hincha peruano     | Presentador                    |                                            |
| 2019-presente         | Mi famoso puede              | Presentador                    |                                            |
| 2020-presente         | Contigo en casa              | Presentador                    |                                            |
| 2021-2022             | La voz Senior                | Presentador                    |                                            |
| 2022-2023             | "La voz Generaciones"        | Presentador                    |                                            |
| 2023                  | Tierra De Famosos            | Presentador                    | Dicho Reality nunca Llegó a salir al aire. |
| 2024-actualidad       | Esto es Guerra               | Presentador                    |                                            |

### Cine
| Año  | Nombre                    | Rol                      | Notas                                                                           |
| ---- | ------------------------- | ------------------------ | ------------------------------------------------------------------------------- |
| 2014 | La amante del Libertador  | Domínguez / Gaspar       | Se estrenó en el Festival Internacional de Cine Las Américas en Austin, TX, USA |
| 2015 | Atacada                   | Gonzalo                  |                                                                                 |
| 2018 | No me digas solterona     | Sergio                   |                                                                                 |
| 2018 | Juan el Apóstol más amado | San Ignacio de Antioquia |                                                                                 |
| 2022 | El Niño Dios              | Gaspar                   |                                                                                 |

### Teatro
| Año  | Nombre                     | Personaje                    | Notas                                      |
| ---- | -------------------------- | ---------------------------- | ------------------------------------------ |
| 2006 | El lago de los cisnes      | Príncipe                     |                                            |
| 2008 | El mundo mágico de Pinocho | Stromboli                    |                                            |
| 2010 | ¡Grántico, pálmani, zum!   | Gólmodi                      | Show infantil                              |
| 2013 | Corazón normal             | Craig Donner / Hiram Keebler | 14 de febrero-16 de abril, Teatro La Plaza |

## Premios y nominaciones
| Año  | Premio                       | Categoría         | Trabajo            | Resultado | Ref.   |
| ---- | ---------------------------- | ----------------- | ------------------ | --------- | ------ |
| 2010 | Premios Luces de El Comercio | Mejor actor de TV | Los exitosos Gome$ | Nominado  |        |
| 2011 | Premios Luces de El Comercio | Mejor actor de TV | Lalola             | Nominado  |        |
| 2013 | Premios Luces de El Comercio | Mejor conductor   | La voz Perú        | Nominado  |        |
| 2021 | Premios Luces de El Comercio | Mejor conductor   | La voz Senior      | Ganador   | [ 22 ] |